# Ernst Stuven

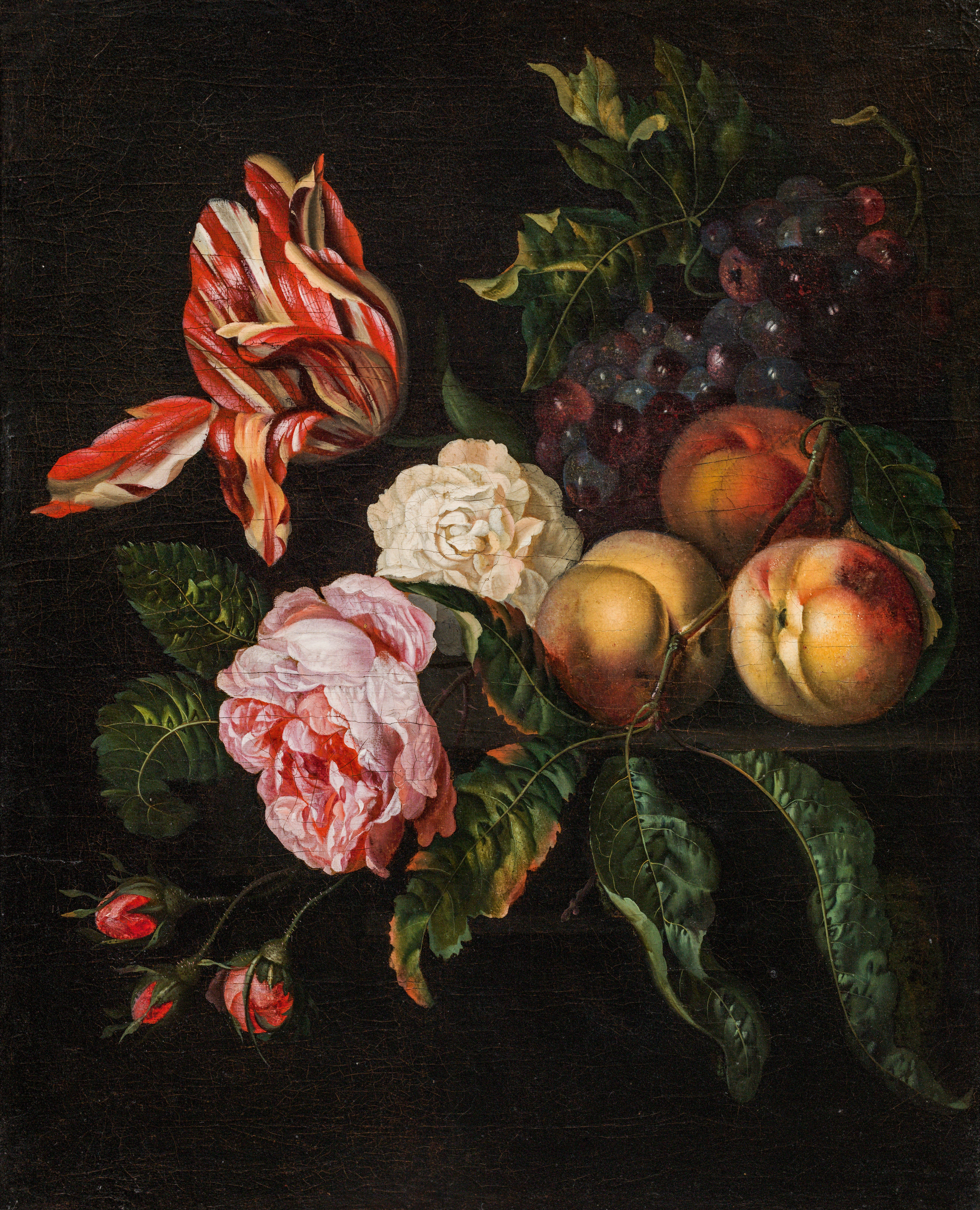
Martwa natura z brzoskiwniami

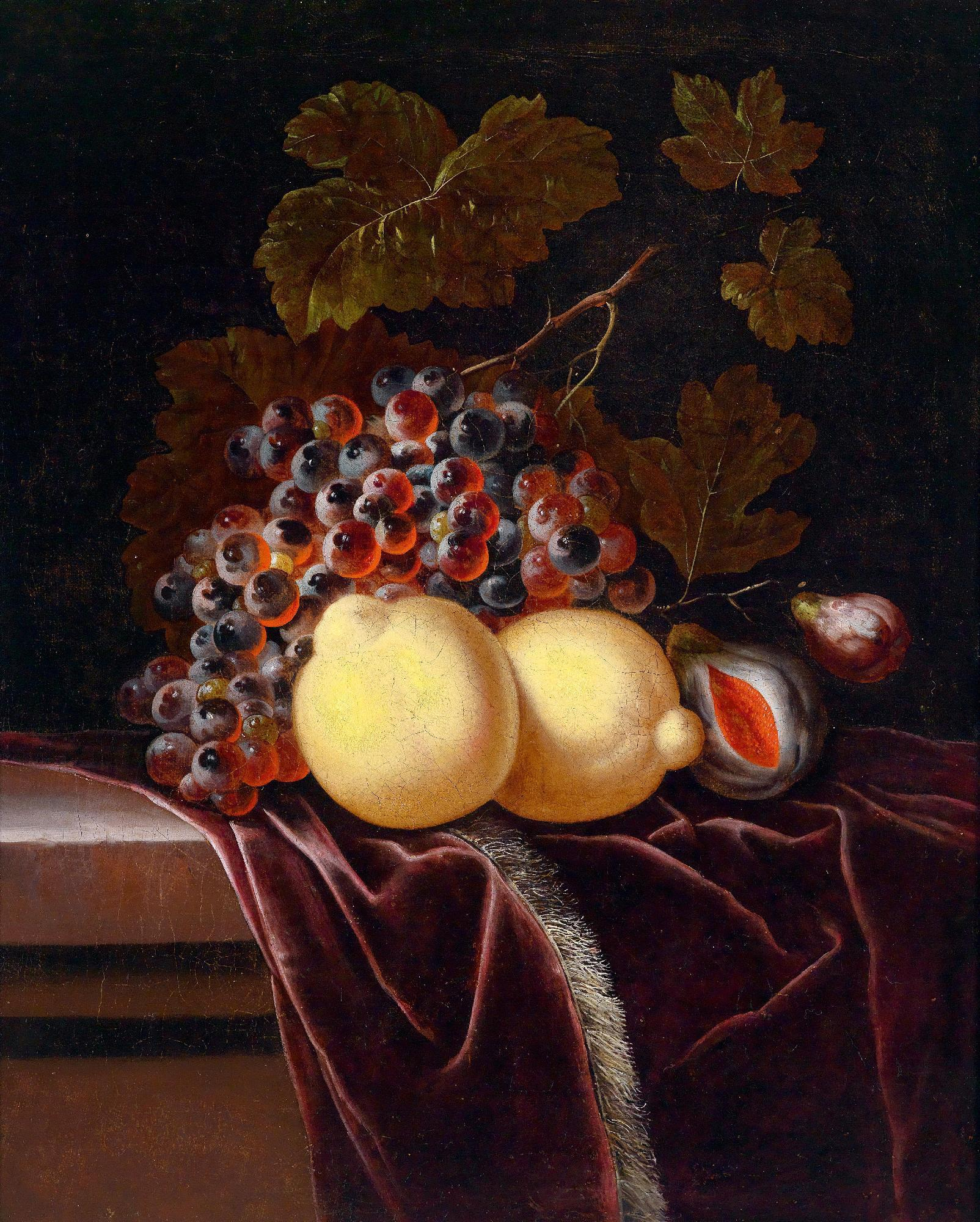
Martwa natura

Ernst Stuven (ur. ok. 1657 w Hamburgu, zm. 1712 w Rotterdamie) – niemiecki malarz barokowy, aktywny w Holandii.
Początkowo kształcił się w rodzinnym Hamburgu u malarza martwych natur Georga Heitza. Później w wieku 18 lat wyjechał do Amsterdamu, by kontynuować naukę u poznanego w Niemczech Johannesa Voorhouta. Jego kolejnymi nauczycielami byli Willem van Aelst i Abraham Mignon. Malarz usamodzielnił się, założył rodzinę i własną pracownię, miał również kilku uczniów. Malował przede wszystkim martwe natury przedstawiające kwiaty i owoce.
Według historiografa sztuki Arnolda Houbrakena Stuven był osobą wyjątkowo zdeprawowaną i agresywną, miał więzić swoich uczniów i nawet grozić im śmiercią. Po interwencji u władz rodziny jednego z uczniów, Willema Grasdorpa, strażnicy miejscy musieli szturmować pracownię, by z wielkim trudem ująć oszalałego malarza. Ostatecznie Ernst Stuven został skazany na 12 lat więzienia, z czego odsiedział sześć w Rasphuis. Po uwolnieniu został wygnany z Amsterdamu i kilka lat przebywał w Haarlemie pod opieką Romeyna de Hooghe. Ostatnie lata życia spędził w Rotterdamie, gdzie zmarł w 1712.